# Kim Milford

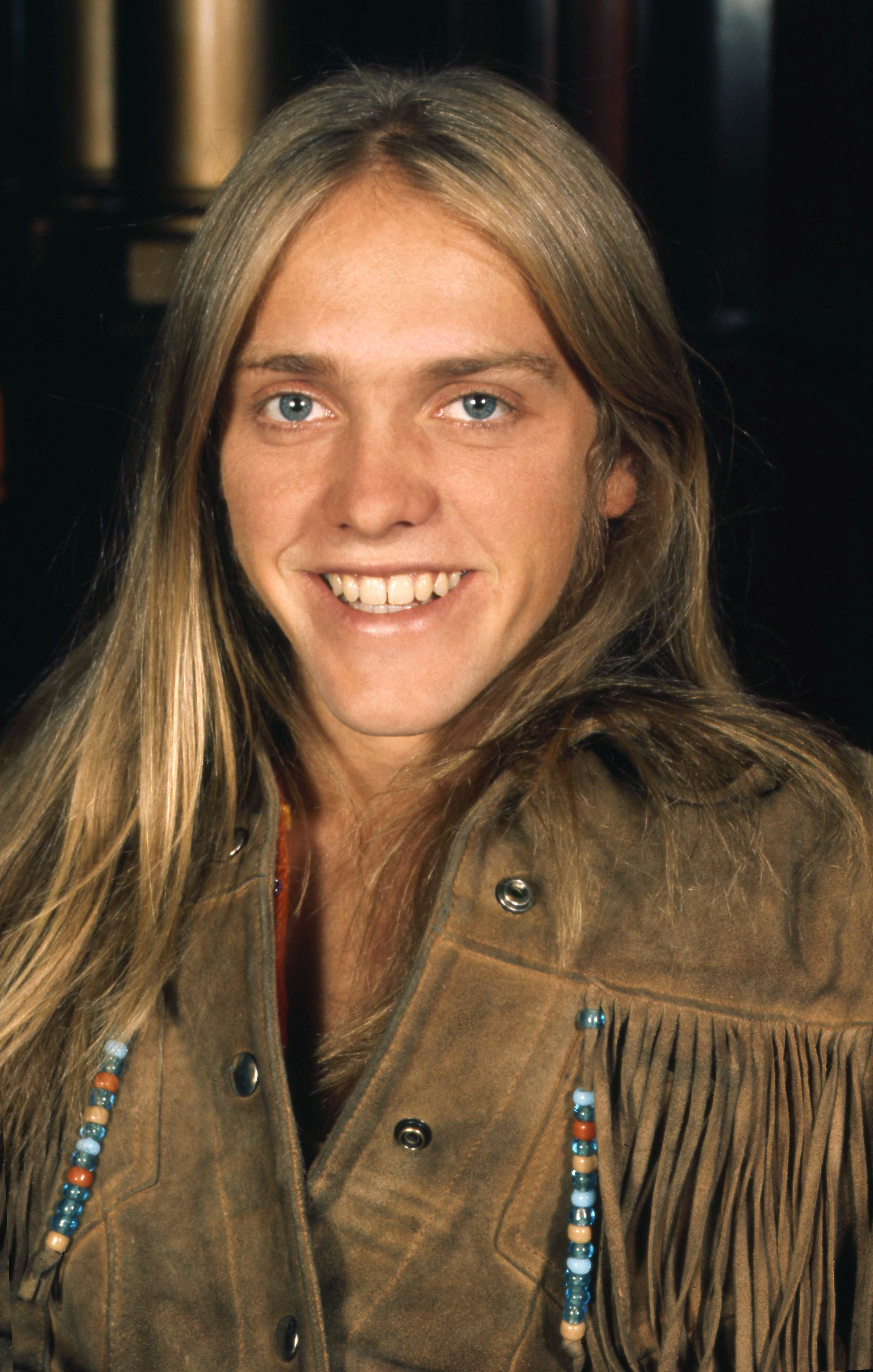
Kim Milford, 1972

Richard Kim Milford (* 7. Februar 1951 in Glen Ridge, New Jersey; † 16. Juni 1988 in Chicago, Illinois) war ein US-amerikanischer Schauspieler.

## Leben
Kim Milford wuchs in Winnetka, Illinois als jüngerer Bruder der Schauspielerin Penelope Milford auf. Bereits als Teenager stand er 1967 auf der Bühne des Broadway. Zwischen 1968 und 1972 spielte er in der Originalproduktion des Musicals Hair. In der Folge erhielt er einen Plattenvertrag bei Decca Records und nahm eine Single auf, der jedoch kein kommerzieller Erfolg beschieden war. 1972 wurde Milford kurzzeitig Sänger der Band Beck, Bogert & Appice. Nach nur sechs Liveauftritten wurde er jedoch von Jeff Beck direkt im Anschluss an einen Auftritt in Chicago entlassen. 1975 war er für einige Wochen als Rocky in der US-amerikanischen Originalproduktion von The Rocky Horror Show zu sehen.
Sein Fernsehdebüt hatte Milford 1971 in einer Folge der Serie Twen-Police. Es folgten einige weitere Fernsehauftritte, bis er 1978 die Hauptrolle (Billy Duncan) im Low-Budget-Science-Fiction-Film Laserkill – Todesstrahlen aus dem All erhielt. Im selben Jahr stand Milford neben Mark Hamill und Annie Potts in der Komödie Zwei heiße Typen auf dem Highway vor der Kamera. Eine kleinere Nebenrolle stellte er, ebenfalls 1978, in Robert Mulligans für einen Oscar nominierten Drama Heißes Blut dar. Statt jedoch nach diesem Jahr den Durchbruch als Filmschauspieler zu schaffen, wurde es still um Milford. Erst 1986 folgte sein nächster Auftritt in einer Gastrolle in der Serie Crime Story. Kurz vor seinem Tod spielte er noch in zwei B-Movie-Produktionen.
Milford starb im Alter von 37 Jahren an Herzversagen, wenige Wochen nach einer Herzoperation.

## Filmografie (Auswahl)
- 1978: Heißes Blut (Bloodbrothers)
- 1978: Laserkill – Todesstrahlen aus dem All (Laserblast)
- 1978: Zwei heiße Typen auf dem Highway (Corvette Summer)
- 1986: Wired to Kill
- 1988: Maniac City (Nightmare at Noon)
- 1989: Escape

## Broadway
- 1967: Henry, Sweet Henry
- 1968–1972: Hair
- 1975: The Rocky Horror Show
- 1976: Rockabye Hamlet